# Jacobus Strubbe
Jacobus Carolus Strubbe (Oostkerke, 20 augustus 1815 - Koolkerke, 2 juni 1884) was burgemeester van de Belgische gemeente Koolkerke van 1861 tot 1879.

## Familie
Jacobus Strubbe was de zoon van Joseph Strubbe en Isabella Dombrecht. Hij trouwde op 3 februari 1841 met Maria Maenhoudt (Dudzele, 28 februari 1821 - Koolkerke, 5 augustus 1879) en kwam in Koolkerke wonen, waar hij boerde op de pachthoeve met duiventoren die behoorde aan de familie van Caloen van 'De Groene Poort'. 
Het echtpaar kreeg twaalf kinderen: Josephus (1841), Petrus (1842), Leopold (1844), Casimir (1846), Eugénie (1849), Franciscus (1851), August (1853), Virginie (1855), Carolus (1857), Ludovicus (1860), Adolf (1862) en Elisa (1864).

## Burgemeester
Strubbe werd gemeenteraadslid in januari 1848. In 1858 werd hij schepen en bij koninklijk besluit van 14 januari 1861 volgde hij Edouard de Knuyt op als burgemeester.
Hij stelde vooral belang in de landbouwproblemen. De verbetering van de landbouwwegen en de bestrijding van wateroverlast behoorden tot zijn prioriteiten. Hij was een zuinig beheerder van de gemeentelijke financies. Hij bouwde echter wel in 1864 een nieuwe gemeentelijke jongensschool